# ニチリン
株式会社ニチリンは、兵庫県神戸市に本社を置く自動車用ホースを製造・販売する会社である。

## 沿革
- 1914年（大正3年）5月 - 総合商社「鈴木商店」のゴム部門が分離独立、日本輪業合資会社と称し、神戸市岩屋町で創業[2]。自転車タイヤ・チューブ、各種ゴムホース及び工業用ゴム製品の製造・販売を開始。
- 1924年（大正13年）3月 - 日本輪業株式会社に組織変更。
- 1931年（昭和6年）2月 - 日本輪業ゴム株式会社に社名変更。
- 1943年（昭和18年）8月 - 日輪ゴム工業株式会社に社名変更。
- 1986年（昭和61年）10月 - マレーシアに合弁会社「サンチリン インダストリーズ（マレーシア）」設立。
- 1987年（昭和62年）2月 - カナダに子会社「ニチリン インク」設立。
- 1988年（昭和63年）7月 - 子会社のニチリン化成株式会社（昭和55年5月設立）を吸収合併。
- 1989年（平成元年）7月 - アメリカに子会社「ニチリン－フレックス ユー・エス・エー インク」設立。
- 1991年（平成3年）7月 - 株式会社ニチリンに社名変更。
- 1994年（平成6年）6月 - タイに合弁会社「ニチリン（タイランド）」設立。
- 1996年（平成8年）12月 - 中国に子会社「上海日輪汽車配件有限公司」設立。
- 1997年（平成9年）8月 - 大阪証券取引所市場二部に上場。
- 1998年（平成10年）10月 - ニチリンアメリカに子会社「ニチリン カプラ テック ユー・エス・エー インク」設立。
- 1999年（平成11年）2月 - 英国に子会社「ニチリン ユー・ケー・リミテッド」設立。
- 2002年（平成14年）4月 - アメリカに子会社として、現地法人「ニチリン テネシー インク」を設立。
- 2004年（平成16年）
  - 7月 - 子会社の日輪工販株式会社（昭和41年6月設立）を吸収合併。
  - 11月 - 中国に子会社「日輪軟管工業（上海）有限公司」設立。
- 2005年（平成17年）8月 - 中国に子会社として、現地法人「日輪橡塑工業（上海）有限公司」を設立。
- 2008年（平成20年）5月 - ベトナムに子会社「ニチリン ベトナム  カンパニー リミテッド」設立。
- 2010年（平成22年）10月 - インドに子会社「ニチリン オートパーツ インディア プライベート リミテッド」設立。
- 2011年（平成23年）4月 - インドネシアに子会社「ピーティー ニチリン インドネシア」設立。
- 2013年（平成25年）7月 - 東京証券取引所と大阪証券取引所の統合により東京証券取引所市場第二部上場。
- 2017年（平成29年）12月 - 姫路工場内に、当社グループの生産技術の研究拠点（生産技術センター）を設立。中国に子会社として、現地法人「蘇州日輪汽車部件有限公司」を設立。
- 2019年（平成31年）1月 - 大阪国税局より、2017年5月までの5年間で約6,600万円の所得隠しを指摘されていたことが明らかになる[3]。